# Evelyn King
Evelyn King, detta Champagne (New York, 1º luglio 1960), è una cantante statunitense.
Interprete eclettica, è conosciuta principalmente per aver interpretato diversi successi della disco music, tra cui Shame (1978), Love Come Down (1982) e I'm in Love (1981).

## Discografia
Album studio
- 1977 - Smooth Talk
- 1979 - Music Box
- 1980 - Call on Me
- 1981 - I'm in Love
- 1982 - Get Loose
- 1983 - Face to Face
- 1984 - So Romantic
- 1985 - A Long Time Coming (A Change Is Gonna Come)
- 1988 - Flirt
- 1989 - The Girl Next Door
- 1995 - I'll Keep a Light On
- 2007 - Open Book

Raccolte
Lista parziale
- 1993 - Love Come Down: The Best of Evelyn "Champagne" King
- 2001 - Greatest Hits